# Paper (magazine)
Pour les articles homonymes, voir Paper.
Paper est un magazine mensuel indépendant basé à New York et consacré à la mode, à la culture populaire, à la vie nocturne, à la musique, à l'art et au cinéma. Initialement mensuel, le magazine devient trimestriel et une version numérique est mise en ligne sur papermag.com.
En 2020, la production physique du magazine est interrompue avec l'apparition de la pandémie de Covid-19 aux États-Unis. La publication continue à créer et à diffuser du contenu en ligne via son site web.

## Histoire
Paper est fondé en 1984 par Kim Hastreiter et David Hershkovits, anciens rédacteurs en chef du SoHo Weekly News, avec l'aide de Lucy Sisman et Richard Weigand. D'abord magazine mensuel imprimé sous la forme d'un dépliant noir et blanc de 16 pages, il s'est depuis transformé en magazine trimestriel imprimé et numérique.
Parmi les anciens modèles de couverture figurent Kim Kardashian et Katy Perry, Miley Cyrus.
En 2017, Hastreiter et Hershkovits vendent la société à ENTtech Media Group, une société de technologie du divertissement fondée par Tom Florio, ancien cadre de Condé Nast et d'Advanstar, et Drew Elliott le directeur de la création de Paper Elliot quitte Paper en octobre 2019, pour devenir le nouveau directeur de la création mondiale de MAC Cosmetics. 